# Кастелфондо
Кастелфондо (итал. Castelfondo) је насеље у Италији у округу Тренто, региону Трентино-Јужни Тирол.
Према процени из 2011. у насељу је живело 478 становника. Насеље се налази на надморској висини од 941 м.

## Становништво
| 1931. | 1936. | 1951. | 1961. | 1971. | 1981. | 1991. | 2001. | 2011. |
| ----- | ----- | ----- | ----- | ----- | ----- | ----- | ----- | ----- |
| 886   | 797   | 928   | 924   | 784   | 718   | 632   | 618   | 632   |